# Cristian Ribera
Cristian Westemaier Ribera (Cerejeiras, 13 de novembro de 2002) é um esquiador cross-country brasileiro. No Campeonato Mundial de Esportes de Neve de 2021, conquistou a medalha de prata na prova masculina de velocidade sentado.

## Biografia
Ribera nasceu com artrogripose múltipla congênita, condição rara que causa articulações dobradas e rígidas em várias partes do corpo. Ele chegou a passar por 21 cirurgias de correção nas pernas. Aos quatro anos de idade, começou a praticar esportes e, em 2015, decidiu se dedicar ao para-esqui cross-country.

## Carreira
Ribera fez sua estreia internacional na Copa do Mundo de 2017-18, e ficou em sétimo lugar na classe de atletas sentados. Ele participou dos Jogos Paralímpicos de Inverno de 2018, terminando em sexto lugar na prova de 15 km – sua melhor posição –, além da nona e décima quinta colocação nas provas de 7,5 km e velocidade respectivamente. Além disso, participou do revezamento misto, na qual a equipe brasileira terminou em 13º lugar.
Ele ficou em 13º lugar na Copa do Mundo em 2018-19, e ficou em segundo lugar na Copa do Mundo de 2019-20, atrás apenas do russo Ivan Golubkov. Na temporada seguinte, terminou no mesmo 13º lugar na Copa do Mundo de 2020-21.
No Campeonato Mundial de Esportes de Neve de 2021, realizado em Lillehammer, Ribera conquistou a medalha de prata no segundo lugar na prova de velocidade. Na prova de 18 km, terminou em sexto lugar, e na prova de 10 km, em oitavo.